# マリオット・インターナショナル
マリオット・インターナショナル (英: Marriott International) は、アメリカ合衆国メリーランド州に本部を置き、ホテルの運営・フランチャイズを手がける多国籍企業。世界最大のホテルチェーンであり、世界142ヵ国と地域に「マリオット」・「ザ・リッツ・カールトン」・「シェラトン」など30を超えるブランドの約8,900軒のホテル/リゾートを展開する（2024年現在）。
ヒルトン・ワールドワイド、インターコンチネンタルホテルズグループ、アコーホテルズ、ハイアットホテルアンドリゾーツなどと並ぶ世界的なホテルチェーンである。

## 歴史

### 設立

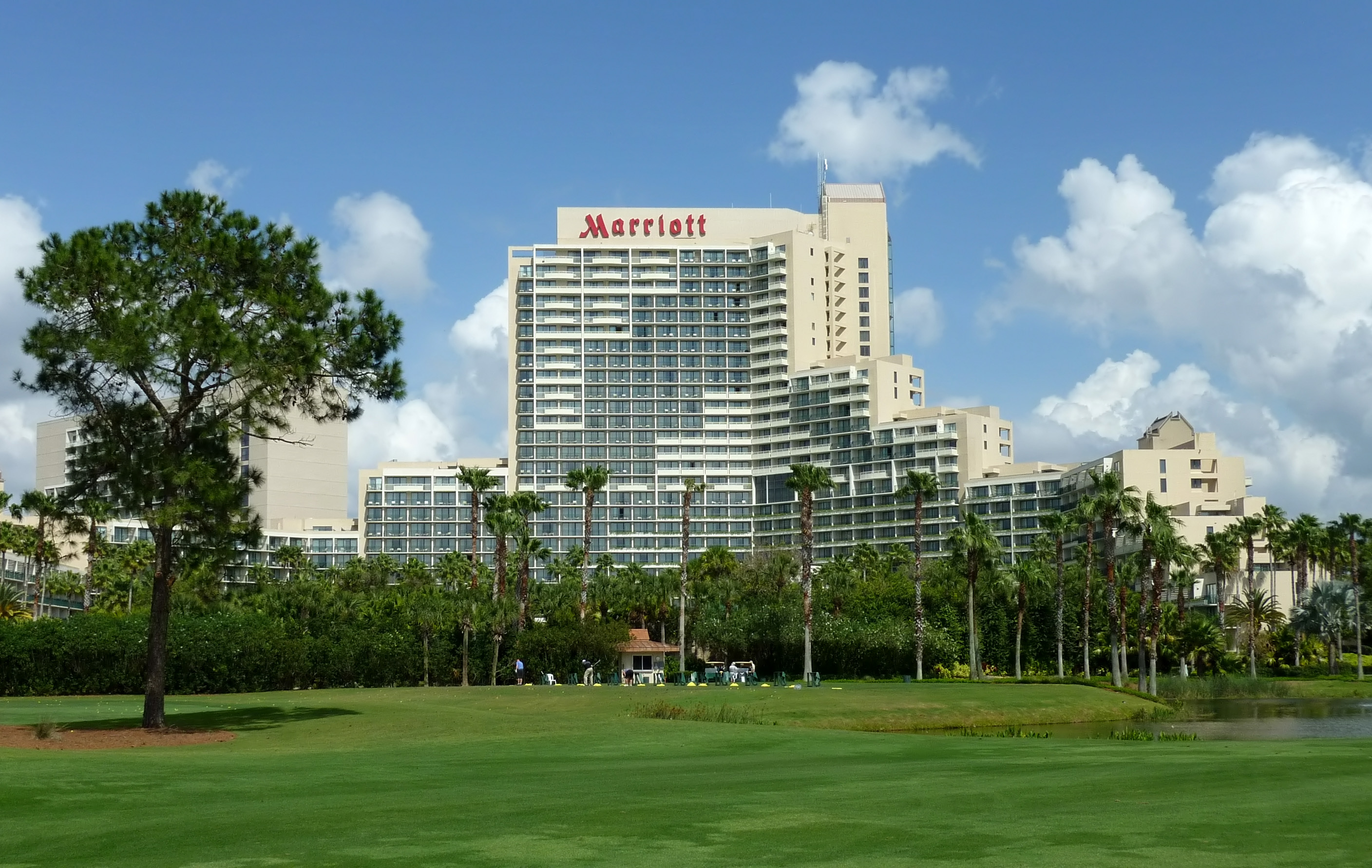
オーランド・ワールドセンター・マリオット（オーランド）

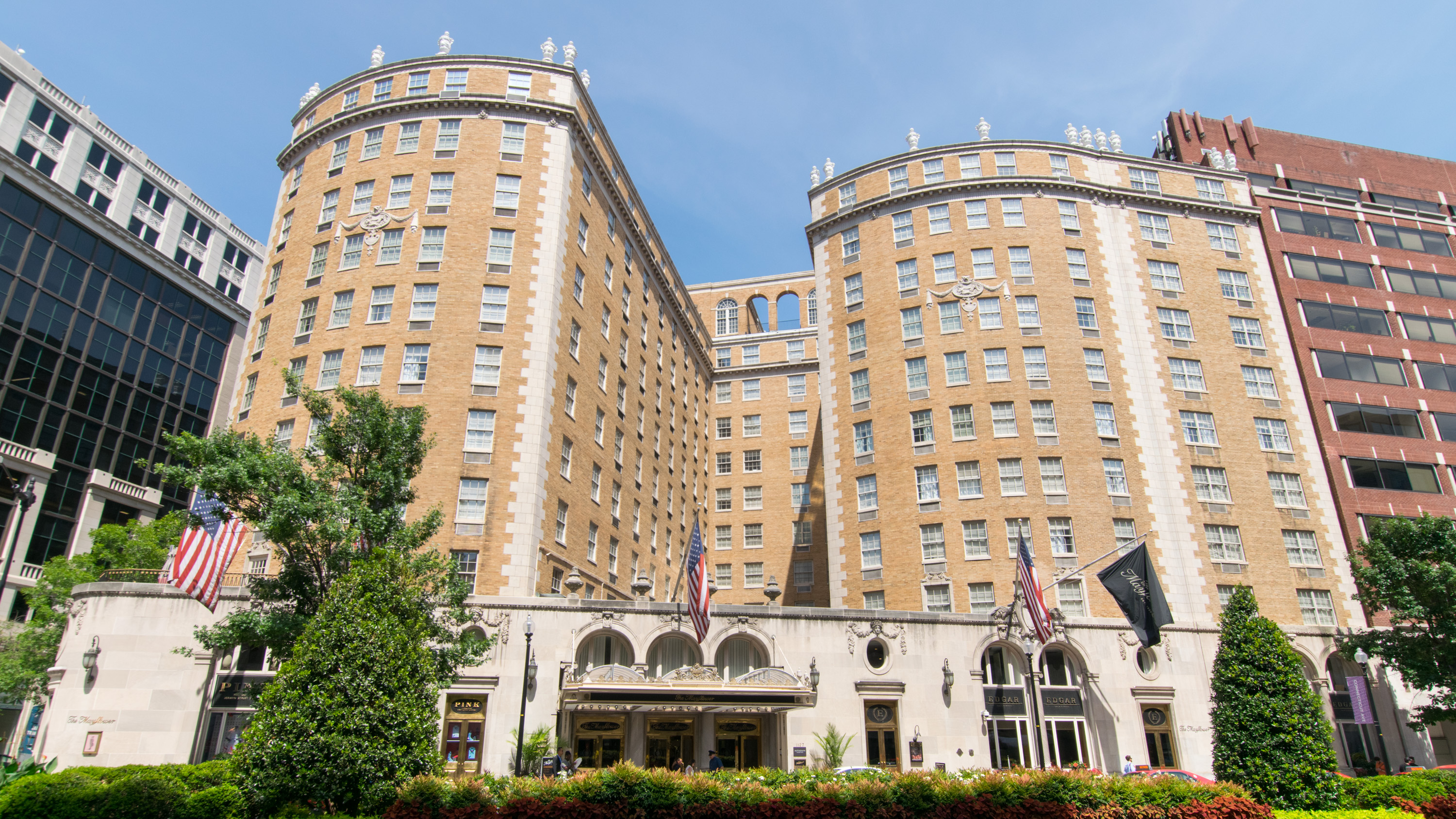
ルネッサンス・メイフラワー・ホテル（ワシントンD.C.）

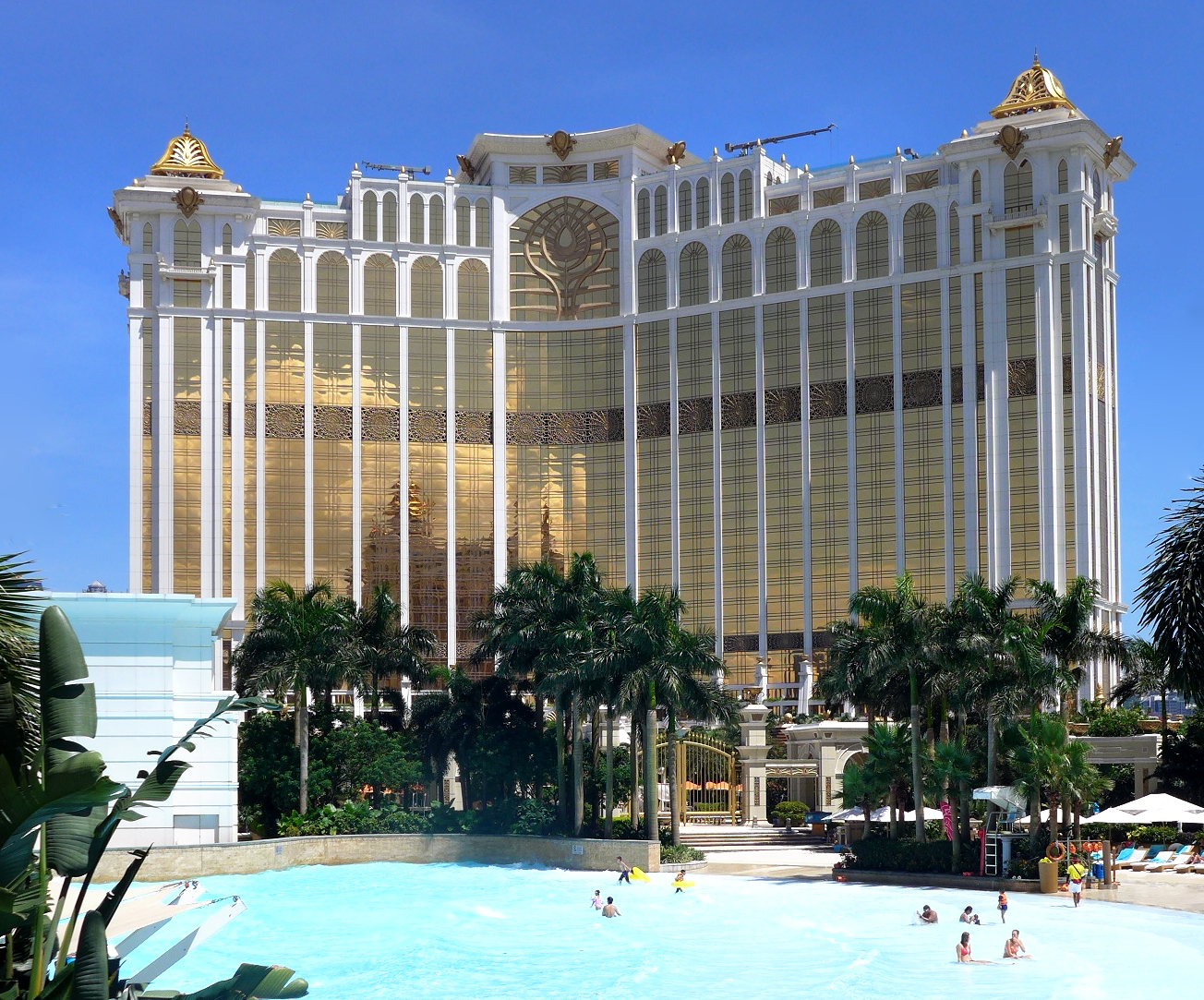
JWマリオット・ギャラクシー・マカオ（マカオ）

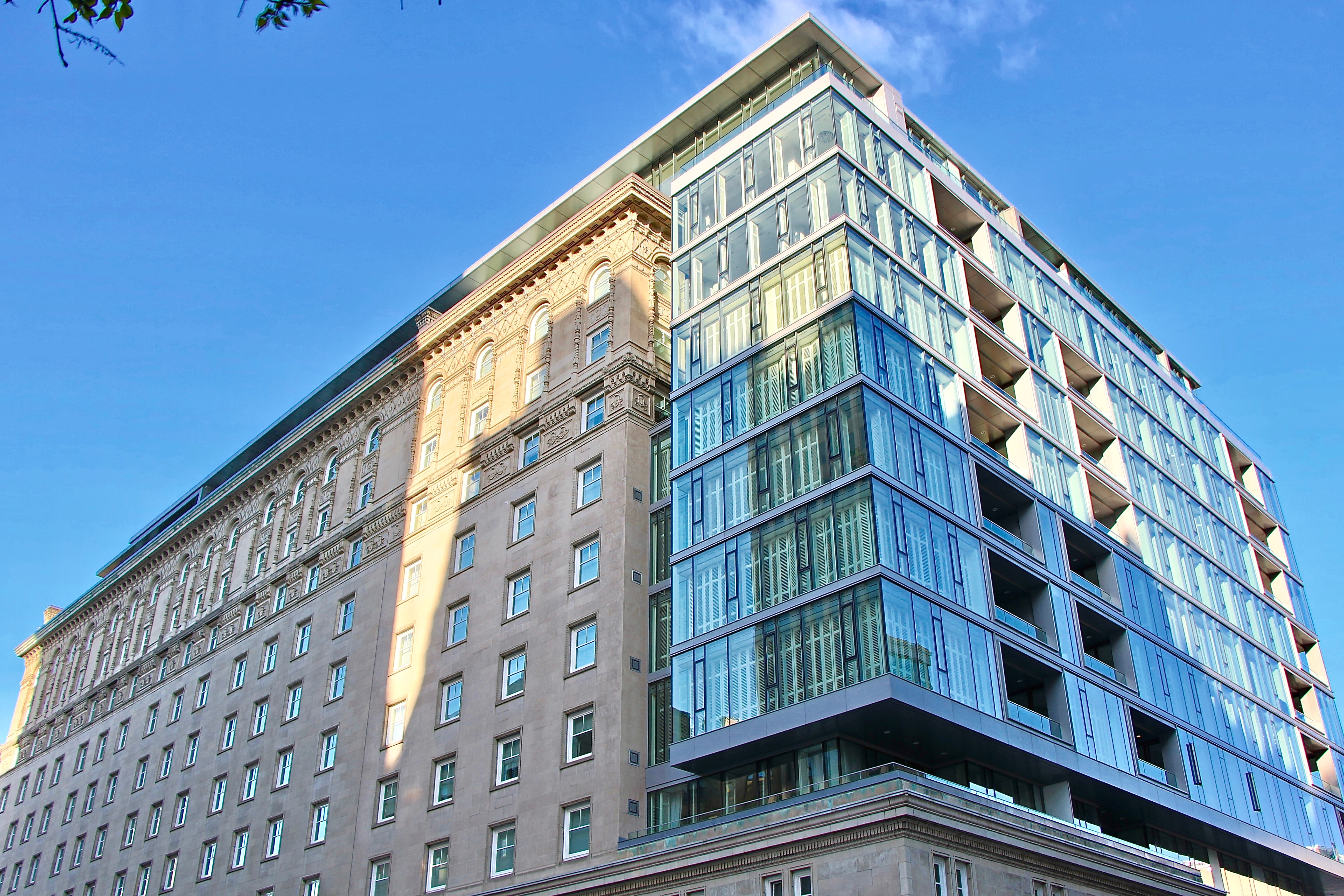
ザ・リッツ・カールトン・モントリオール（モントリオール）

アメリカにおいて禁酒法が施行されている1927年に、J・ウィラード・マリオットとヒュー・コルトンという2人の男がルートビアを扱う「ホットショップ」という名の居酒屋を開業した。質の高い料理を提供したこの居酒屋は高い評判を呼び、順調に業績を伸ばして行った。

### 機内食事業進出
1937年、J・ウィラード・マリオットがワシントンD.C.郊外のフーバー飛行場に隣接する「ホットショップ」で、乗客が機内に持ち込む飲食物を買っていることに気づいたことから飛行機の機内食事業を開拓する。
第二次世界大戦後の民間航空の成長期には、機内食事業が順調に業績を伸ばし、1963年には10の空港と25の航空会社にサービスをするようになり、1966年には海外進出を果たす。機内食事業開拓後も大学や病院などの給食事業などのフード産業に進出するなど、事業範囲を拡大していく。　

### ホテル事業進出
1957年にはホテル事業に進出し、第1号となるホテルをバージニア州アーリントンに開業した。開業から10年後の1966年の時点では、わずか6軒だったホテルも1977年を境に急激に増やし、1981年には100軒目を突破するなど急成長した。
急激に運営ホテルを増やした背景にはそれまで巨額のローンが足枷となってホテルの数を増やせずにいたが、いったん建設したホテルを投資家や外部企業に売却し、その投資家や外部企業との間に運営契約を結ぶという現在も続く手法に切り替えたことにある。
現在マリオットが運営する多くのホテルは建物を所有する投資家や外部企業と運営会社であるマリオットとの契約で成り立っており、例えばザ・リッツ・カールトン東京の建物は三井不動産が所有している。ザ・リッツ・カールトン東京に関しては、三井不動産とのリース契約であり、マリオット直営のホテルである。他の日本国内のザ・リッツ・カールトンホテルは、所有者との間での運営契約の形態をとっている。

### ホテル専業化
1967年には「ホットショップ」から、「マリオット・コーポレーション」に商号を変更した。ホテル事業が拡大したマリオット・コーポレーションは1989年にかつての中心事業だったレストラン・機内食部門を売却し、ホテル運営事業専業の会社となった。
1993年に分社化しホテル運営事業は「マリオット・インターナショナル」となる。1995年には世界の主要ホテルチェーン運用会社として初めてウェブサイトでの予約システムの提供を始めた。
同年4月ジョージア州アトランタに拠点を置く高級ホテルチェーン運営会社の「ザ・リッツ・カールトン」の株式の49パーセントを手に入れ、その後1998年には完全に傘下に入れた。

### 世界最大のホテルチェーンに
2001年9月11日に起きたアメリカ同時多発テロ事件では、ワールドトレードセンター内にあったホテルが崩壊したほか、その後旅行業を襲った不況によりグループ内再編を余儀なくされた。
しかしその後経営効率化が進んだことで業績が好転し、2010年代にはACホテル、ゲイロードホテル、プロテアホテル、デルタホテル、ブルガリホテルズ&リゾーツなど次々と買収を進める。
2015年11月16日に、同業で同じくアメリカに本拠を置くスターウッド・ホテルズ&リゾーツ・ワールドワイドを買収することで合意したと発表した。買収総額は約122億ドルで、2016年4月に両社の株主総会で承認され、ホテル数は計5,500余りとなり、客室数は世界で110万室。これにより世界最大のホテル企業が誕生した。
2019年2月13日、これまでのマリオット向け「マリオット リワード」、ザ・リッツ・カールトン向け「ザ・リッツ・カールトン・リワード」、旧スターウッド向け「SPG（スターウッド・プリファード・ゲスト）」を統合した新ロイヤリティプログラム「マリオット・ボンヴォイ（Marriott Bonvoy）」を開始し、また上級会員のステータスレベルも変更した。
2024年時点で、世界142の国と地域に約8,900のホテル/リゾートを展開する世界最大のホテルチェーンである。

## 運営ブランド
マリオット・インターナショナルは、スターウッド・ホテルズ&リゾーツ・ワールドワイド（下表で★印が旧スターウッドのブランド）を合併後、ブランドを「クラシック」と「ディスティンクティブ」（特色のある）ブランドに分類。
またサービスのレベルおよびコンセプトを「ラグジュアリー」「プレミアム」「セレクト」「長期滞在」「コレクション」に区分した。

### マリオット

#### ラグジュアリー
最高級クラスのホテルブランド（Luxury）。

##### クラシックラグジュアリー
- ザ・リッツ・カールトン
フラッグシップとする最高級ブランド。
- セントレジス（★）
旧スターウッド系の最高級ブランド。
- JWマリオット
マリオット直系の最高級ブランド。名前は創業者のジョン・ウィラード・マリオットの頭文字から。JWマリオットエセックスハウスホテル、JW・マリオット・マーキス・ドバイ・ホテルなどを展開し、2021年に100店目のホテルを開業した。

##### ディスティンクティブラグジュアリー
- リッツ・カールトン・リザーブ（マリオットボンヴォイ非参加）
- ラグジュアリーコレクション（★）
- Wホテル（★）
- エディション・ホテル
マリオット直系のデザイナーズホテルブランド。
- ブルガリ ホテルズ & リゾーツ（マリオットボンヴォイ非参加）
イタリアの宝石商の「ブルガリ」ブランドで展開する最高級ホテルとレストラン。

#### プレミアム
高級クラスのホテルブランド（Upper Upscale, Upscale）。

##### クラシックプレミアム
- マリオット・ホテル
マリオットにおけるメインブランド。半数以上のホテルがアメリカに集中する。
- シェラトン（★）
- マリオット・バケーション・クラブ（英語版）
オーナーシップ型ホテルのブランド。
- デルタ・ホテル
2015年より傘下に入ったカナダ発祥の高級ホテルブランド。

##### ディスティンクティブプレミアム
- ル・メリディアン（★）
- ウェスティン（★）
- ルネッサンス・ホテル（英語版）
1997年より傘下に入った高級ブランド。元々はアメリカ郊外でモーテルを中心に展開していたが、マリオットによる買収後は世界各地に展開されている[9]。
- ゲイロード・ホテル
2012年より傘下に入った。アメリカ国内でコンベンションセンター、アミューズメント・パーク、ショッピング・モールなどを備えた大型ホテルを展開[9]。

#### セレクト
セレクトサービスによる中級クラスのホテルブランド（Upscale、Upper Midscale）。

##### クラシックセレクト
- コートヤード・バイ・マリオット
中規模のホテルを中心とした中価格ホテルブランド。
- フォーポイント（★）
- スプリングヒル・スイート（英語版）
高級階層かつ最大の全室スイートのホテルブランド[10]。1998年にフェアフィールド・イン・バイ・マリオットの内、スイートルーム主体のホテルを分割して開設された。
- プロテアホテル
2014年より傘下に加わった、アフリカで展開されるホテルブランド。
- フェアフィールド・バイ・マリオット（英語版）
シンプルな美しさに重点を置いたホテルブランド[11]。レストランなどの無いリミテッドサービスホテルブランド。
- フォーポイント フレックス by シェラトン
マリオットでは初となるビジネスホテルブランド[12]。日本では、KKRとマリオットが協業し、KKRが買収したユニゾホテルの施設（ホテルユニゾ、ユニゾイン、ユニゾインエクスプレス）を改修して同ブランドとして立ち上げる。

##### ディスティンクティブセレクト
- ACホテル
2011年より傘下に加わったスペイン発祥のホテルブランド[9]。若年層をターゲットとし、モダンなデザインが特徴。
- アロフトホテル（★）
- モクシー・ホテル
楽しさを追い求める次世代の旅行者をターゲットとしたホテルブランド。
- シティエクスプレス

#### 長期滞在型
長期滞在者向けのフルサービス・ホテルブランド。

##### クラシック長期滞在
- マリオット・エグゼクティブ・アパートメント
長期滞在の出張者向けに設計された5つ星の環境を提供するホテルブランド[13]。
- レジデンス・イン（英語版）
全室スイートのホテルブランド[14]。
- タウンプレース・スイート（英語版）
フルキッチン付きの広々としたスイートを備えたホテルブランド[9][15]。

##### ディスティンクティブ長期滞在
- エレメント（★）
- ホーム＆ヴィラ

#### コレクション
個性豊かな中高級ホテル等のブランド（Upper Upscal）。
- オートグラフ コレクション・ホテル（英語版）
独自性を持つ高級ホテルブランド。各ホテルは、創業者の情熱や心のこもったデザイン・個性そして地元とのつながりなどを基準として厳選されたコレクションである[16][17]。
- デザインホテル
- トリビュートポートフォリオ（★）
- MGMコレクション
MGMリゾーツ・インターナショナルとの提携ブランド。

## 日本での展開
マリオット・インターナショナルのグローバル・セールスオフィスは、東京都港区新橋と渋谷区恵比寿に置かれており、日本国内における傘下ホテルのセールスやマーケティングなどの業務を行っている。
日本国内では2024年8月時点で系列・加盟ホテルは96軒、総客室数は20,095室となる。
2016年には森トラスト・ホテルズ&リゾーツとフランチャイズ契約を結び、ラフォーレ倶楽部ブランドのホテルの一部がマリオットへリブランドされた。
2020年からは積水ハウスと契約を結び、「Trip Base 道の駅プロジェクト（フェアフィールド・バイ・マリオット道の駅プロジェクト）」と称し、各地方自治体と連携した地方創生事業として、道の駅に隣接するホテルが多数展開され、2025年までに25道府県3,000室規模へ拡大される。
2024年11月にはコールバーグ・クラビス・ロバーツ(KKR)と契約を結び、KKRが保有する既存ホテルをフォーポイントフレックス by シェラトンブランドにリブランドする形でビジネスホテル業界に本格参入。2025年までに全国14軒3,600室以上の規模に拡大される。2024年11月18日のフォーポイントフレックス by シェラトン 大阪梅田開業（マリオット系列加盟ホテルとしては日本国内100軒目）には、マリオット・インターナショナル社長兼CEOアンソニー・カプアーノが来日し開業式に参列している。

### 加盟ホテル
2024年12月現在、日本国内で展開しているマリオット系列ブランドの加盟ホテルは以下の通り。
- 北海道
  - 東山ニセコビレッジ・リッツ・カールトン・リザーブ（北海道虻田郡ニセコ町、ニセコビレッジ内）- 2020年2月15日開業。リッツ・カールトン・リザーブブランドとしては日本初[24][25]
  - ウェスティン ルスツリゾート（北海道虻田郡留寿都村） - 2016年6月8日加盟・リブランド開業。
  - コートヤード・バイ・マリオット札幌（北海道札幌市中央区）- 2024年7月23日開業[26]

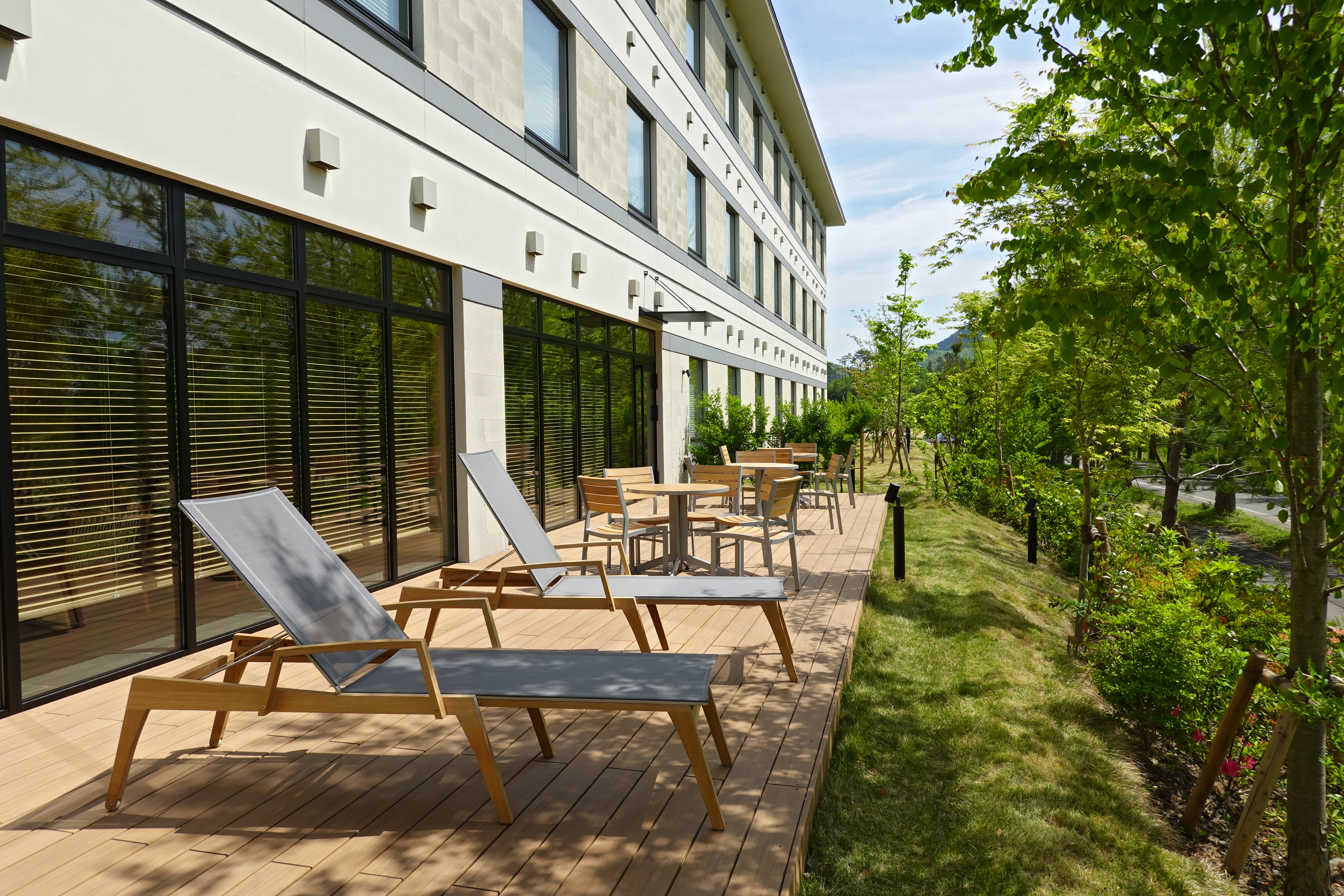
フェアフィールド・バイ・マリオット・兵庫神鍋高原

  - フェアフィールド・バイ・マリオット札幌（北海道札幌市中央区）- 札幌東武ホテルを改装、2020年4月26日加盟・リブランド。日本初のフェアフィールド・バイ・マリオットブランド[27]。
- 東北
  - ウェスティンホテル仙台（宮城県仙台市青葉区） - 2010年8月1日開業。
- 関東
  - ブルガリホテル東京（東京都中央区、東京ミッドタウン八重洲内） - 2023年4月4日開業。日本初のブルガリホテルブランド[28][29]
  - ザ・リッツ・カールトン東京（東京都港区） - 2007年3月30日開業。
  - ウェスティンホテル東京（東京都目黒区） - 1994年10月14日開業。
  - シェラトン都ホテル東京（東京都港区） - 2007年4月1日加盟・リブランド。都ホテルズ&リゾーツとのダブルブランド。
  - ACホテル・バイ・マリオット東京銀座（東京都中央区） - 2020年7月9日開業。日本初のACホテルブランド[30][31]
  - アロフト東京銀座（東京都中央区） - 2020年10月1日開業。日本初のアロフトブランド[32]
  - コートヤード・バイ・マリオット東京ステーション（東京都中央区、京橋トラストタワー内） - 2014年4月2日開業。
  - コートヤード・マリオット銀座東武ホテル（東京都中央区） - 2007年4月1日加盟・リブランド。日本初のコートヤード・バイ・マリオット（コートヤード）ブランド。東武ホテルグループとのダブルブランド。同年3月31日までの名称はルネッサンス東京ホテル・銀座東武
  - ザ・プリンスギャラリー 東京紀尾井町 ラグジュアリーコレクションホテル（東京都千代田区） - 2016年7月27日開業。プリンスホテルとのダブルブランドであり、プリンスホテルのフラッグシップブランド。
  - ザ・プリンス さくらタワー東京、オートグラフ コレクション（東京都港区） - 2013年9月14日加盟・リブランド。日本初のオートグラフ・コレクションブランド。プリンスホテルとのダブルブランド[33][34]。
  - 東京エディション虎ノ門（東京都港区、東京ワールドゲート内） - 2020年10月20日開業。日本初のエディションブランド[35]
  - 東京エディション銀座（東京都中央区） - 2024年3月14日開業[24]。
  - 東京マリオットホテル（東京都品川区） - ホテルラフォーレ東京を改装[36]、2013年12月3日加盟・リブランド。
  - メズム東京、オートグラフコレクション（東京都港区） - 2020年4月27日開業[24][37][38]。「WATERS takeshiba」内。
  - モクシー東京錦糸町（東京都墨田区） - オフィスビル「錦糸町マークビル」をコンバージョンし、2017年11月1日開業。日本初のモクシーブランド[39][40]。
  - ザ・リッツ・カールトン日光（栃木県日光市） - 2020年7月15日開業[24][41]
  - シェラトン・グランデ・トーキョーベイ・ホテル（千葉県浦安市） - 1988年4月14日開業。
  - 富士マリオットホテル（山梨県南都留郡山中湖村） - ラフォーレ山中湖を改装、2017年7月28日加盟・リブランド。
  - 横浜ベイシェラトン ホテル&タワーズ（神奈川県横浜市西区） - 1998年9月24日開業。
  - ウェスティンホテル横浜（神奈川県横浜市西区） - 2022年6月13日開業[24][42]
- 中部
  - 名古屋マリオットアソシアホテル（愛知県名古屋市中村区） - 2000年5月17日開業。日本初のマリオットブランド。ジェイアール東海ホテルズとのダブルブランド。
  - フォーポイントバイシェラトン名古屋 中部国際空港（愛知県常滑市） - 2018年11月1日開業
  - コートヤード・バイ・マリオット名古屋（愛知県名古屋市中区） - 2022年3月1日開業
  - TIAD, オートグラフコレクション（愛知県名古屋市） - 2023年7月1日開業。運営は日本セレモニー[43]。
  - 伊豆マリオットホテル修善寺（静岡県伊豆市、ラフォーレリゾート修善寺内） - ラフォーレ修善寺ホテル棟を改装、2017年7月28日加盟・リブランド。ホテル棟以外は「総合リゾートホテル ラフォーレ修善寺」から「ホテルラフォーレ修善寺」に名称変更して存続。
  - 軽井沢マリオットホテル（長野県北佐久郡軽井沢町） - ラフォーレ倶楽部ホテル中軽井沢を改装、2016年7月29日加盟・リブランド。
  - コートヤード・バイ・マリオット白馬（長野県北安曇郡白馬村） - ラフォーレ倶楽部ホテル白馬八方を改装、2018年12月22日加盟・リブランド。
  - コートヤード・バイ・マリオット福井（福井県福井市） - 2024年3月15日開業。
- 近畿
  - ザ・リッツ・カールトン大阪（大阪府大阪市北区）- 1997年5月23日開業。日本初のザ・リッツ・カールトンブランド。
  - セントレジスホテル大阪（大阪府大阪市中央区） - 2010年10月1日開業。日本初のセントレジスホテルブランド。
  - W Osaka（大阪府大阪市中央区）[24][44] - 2021年3月16日開業。日本初のWホテルブランド。
  - ウェスティンホテル大阪（大阪府大阪市北区） - 1993年6月3日開業、日本初のウェスティンホテルブランド。
  - 大阪マリオット都ホテル（大阪府大阪市阿倍野区、あべのハルカス内） - 2014年3月7日開業。都ホテルズ&リゾーツとのダブルブランド[45]。
  - シェラトン都ホテル大阪（大阪府大阪市天王寺区） - 2007年4月1日加盟・リブランド。都ホテルズ&リゾーツとのダブルブランド。
  - コートヤード・バイ・マリオット大阪本町（大阪府大阪市中央区） - 2019年10月1日開業[46][47]
  - コートヤード・バイ・マリオット新大阪ステーション（大阪府大阪市淀川区） - ホテルラフォーレ新大阪を改装、2015年11月2日加盟・リブランド。
  - フェアフィールド・バイ・マリオット大阪難波（大阪府大阪市浪速区） - 2020年7月1日開業[48][49]
  - モクシー大阪新梅田（大阪府大阪市福島区） - 2020年9月1日開業[50]
  - モクシー大阪本町（大阪府大阪市中央区） - マルコ旧本社ビルをコンバージョンし、2017年11月1日開業。
  - アロフト大阪堂島（大阪府大阪市北区） - 2021年6月28日開業[24][51]
  - 大阪ステーションホテル、オートグラフコレクション（大阪府大阪市北区、JPタワー大阪内） - 2024年7月31日開業。運営はJR西日本ホテルズ[52]。
  - ザ・リッツ・カールトン京都（京都府京都市中京区） - 2014年2月7日開業。
  - ウェスティン都ホテル京都（京都府京都市東山区） - 2002年4月1日加盟・リブランド。都ホテルズ&リゾーツとのダブルブランド。
  - 翠嵐 ラグジュアリーコレクションホテル 京都（京都府京都市右京区） - 2015年3月23日開業。日本初のラグジュアリーコレクションホテルブランド。森トラスト・ホテルズ&リゾーツとのダブルブランド。
  - HOTEL THE MITSUI KYOTO ラグジュアリーコレクションホテル&スパ（京都府京都市中京区） - 2020年11月3日開業。三井不動産リゾートマネジメントとのダブルブランド[53]
  - モクシー京都二条（京都府京都市中京区） [24][54]- 2021年7月1日開業
  - ザ・プリンス 京都宝ヶ池、オートグラフコレクション（京都府京都市左京区） - 2020年10月9日加盟・リブランド。プリンスホテルとのダブルブランド[55]
  - チャプター京都 トリビュートポートフォリオホテル（京都府京都市中京区）[56] - 2021年6月18日開業。日本初のトリビュートポートフォリオブランド。開業当初のホテル名はHIYORI チャプター京都 トリビュートポートフォリオホテル。
  - Genji Kyoto 源氏京都（京都府京都市下京区） - 2023年7月加盟。日本初のデザインホテルブランド。
  - 神戸ベイシェラトン ホテル&タワーズ（兵庫県神戸市東灘区） - 1992年6月25日開業。運営はホテルニューアワジ。
  - JWマリオット・ホテル奈良（奈良県奈良市） - 2020年7月22日開業。日本初のJWマリオットブランド[57]
  - 紫翠 ラグジュアリーコレクションホテル 奈良（奈良県奈良市） - 2023年8月29日開業。森トラスト・ホテルズ&リゾーツとのダブルブランド。
  - 南紀白浜マリオットホテル（和歌山県西牟婁郡白浜町） - ラフォーレ南紀白浜を改装、2017年7月28日加盟・リブランド。
  - 琵琶湖マリオットホテル（滋賀県守山市） - ラフォーレ琵琶湖を改装、2017年7月28日加盟・リブランド。
- 中国
  - シェラトングランドホテル広島（広島県広島市東区） - 2011年3月28日開業。開業当初のホテル名はシェラトンホテル広島、2016年6月10日よりシェラトングランドホテル広島に昇格。
- 九州
  - ザ・リッツ・カールトン福岡（福岡県福岡市中央区） - 2023年6月21日開業[24][58][59]
  - シェラトン鹿児島（鹿児島県鹿児島市、キラメキテラス内） - 2023年5月16日開業[24][60]。運営は南国ホテルズ（南国殖産子会社）。
  - 長崎マリオットホテル（長崎県長崎市） - 2024年1月16日開業。運営はJR九州ホテルズ&リゾーツ。
- 沖縄
  - ザ・リッツ・カールトン沖縄（沖縄県名護市喜瀬） - 喜瀬別邸ホテル＆スパを改装、2012年5月29日開業。
  - イラフ SUI ラグジュアリーコレクションホテル 沖縄宮古（沖縄県宮古島市伊良部島） - 2018年12月19日開業。森トラスト・ホテルズ&リゾーツとのダブルブランド。
  - シェラトン沖縄サンマリーナリゾート（沖縄県国頭郡恩納村） - 2016年6月1日加盟・リブランド。
  - ルネッサンス リゾート オキナワ（沖縄県国頭郡恩納村） - 1988年7月8日開業（ルネッサンス・ホテルブランドのマリオット傘下入りは1997年）。

- フェアフィールド・バイ・マリオット 道の駅プロジェクト加盟ホテル
  - フェアフィールド・バイ・マリオット・岐阜美濃（岐阜県美濃市） - 道の駅美濃にわか茶屋に近接、2020年10月6日開業。
  - フェアフィールド・バイ・マリオット・岐阜清流里山公園（岐阜県美濃加茂市） - 道の駅みのかもに近接、2020年10月6日開業。
  - フェアフィールド・バイ・マリオット・栃木宇都宮（栃木県宇都宮市） - 道の駅うつのみや ろまんちっく村に近接、2020年10月7日開業。
  - フェアフィールド・バイ・マリオット・京都京丹波（京都府船井郡京丹波町） - 道の駅京丹波 味夢の里に近接、2020年10月8日開業。
  - フェアフィールド・バイ・マリオット・岐阜郡上（岐阜県郡上市） - 道の駅古今伝授の里やまとに近接、2020年10月9日開業。
  - フェアフィールド・バイ・マリオット・三重御浜（三重県南牟婁郡御浜町） - 道の駅パーク七里御浜に近接、2020年10月12日開業。
  - フェアフィールド・バイ・マリオット・栃木もてぎ（栃木県芳賀郡茂木町） - 道の駅もてぎに近接、2020年11月20日開業。
  - フェアフィールド・バイ・マリオット・京都天橋立（京都府宮津市） - 道の駅海の京都 宮津に近接、2020年12月15日開業。
  - フェアフィールド・バイ・マリオット・栃木日光（栃木県日光市） - 道の駅日光に近接、2021年3月22日開業。
  - フェアフィールド・バイ・マリオット・三重おおだい（三重県多気郡大台町） - 道の駅奥伊勢おおだいに近接、2021年3月9日開業。
  - フェアフィールド・バイ・マリオット・京都みなみやましろ（京都府相楽郡南山城村） - 道の駅お茶の京都みなみやましろ村に近接、2021年3月12日開業。
  - フェアフィールド・バイ・マリオット・和歌山すさみ（和歌山県西牟婁郡すさみ町） - 道の駅すさみに近接、2021年6月9日開業。
  - フェアフィールド・バイ・マリオット・和歌山串本（和歌山県東牟婁郡串本町） - 道の駅くしもと橋杭岩に近接、2021年4月14日開業。
  - フェアフィールド・バイ・マリオット・岐阜高山荘川（岐阜県高山市） - 道の駅桜の郷 荘川に近接、2021年8月2日開業。
  - フェアフィールド・バイ・マリオット・奈良天理山の辺の道（奈良県天理市） - 道の駅なら歴史芸術文化村に近接、2022年3月21日開業。
  - フェアフィールド・バイ・マリオット・北海道恵庭（北海道恵庭市） - 道の駅花ロードえにわに近接、2022年5月26日開業。
  - フェアフィールド・バイ・マリオット・北海道長沼マオイの丘公園（北海道夕張郡長沼町） - 道の駅マオイの丘公園に近接、2022年5月26日に開業。
  - フェアフィールド・バイ・マリオット・北海道南富良野（北海道空知郡南富良野町） - 道の駅南ふらのに近接、2022年6月23日に開業。
  - フェアフィールド・バイ・マリオット・兵庫神鍋高原（兵庫県豊岡市） - 道の駅神鍋高原に近接。2022年11月1日開業。
  - フェアフィールド・バイ・マリオット・兵庫淡路島福良（兵庫県南あわじ市） - 道の駅福良に近接、2022年12月20日開業[61]。
  - フェアフィールド･バイ･マリオット･兵庫淡路島東浦 (兵庫県淡路市) - 道の駅東浦ターミナルパークに近接、 2023年6月28日開業[62]。
  - フェアフィールド・バイ・マリオット・兵庫やぶ（兵庫県養父市） - 道の駅ようか但馬蔵に近接、2023年1月24日開業。[63]
  - フェアフィールド・バイ・マリオット・岡山蒜山（岡山県真庭市） - 道の駅風の家に近接、2022年11月4日開業。
  - フェアフィールド・バイ・マリオット・岡山津山（岡山県津山市） - 道の駅久米の里に近接、2023年4月11日開業。[63]
  - フェアフィールド・バイ・マリオット・広島世羅（広島県世羅郡世羅町） - 道の駅世羅に近接、2022年12月21日開業。
  - フェアフィールド・バイ・マリオット・たるみず桜島（鹿児島県垂水市） - 道の駅たるみずはまびらに近接、2022年4月12日開業。[63]
  - フェアフィールド・バイ・マリオット・鹿児島たるみず桜島（鹿児島県垂水市浜平） - 2023年4月12日開業。
  - フェアフィールド・バイ・マリオット・佐賀嬉野温泉（佐賀県嬉野市） - 嬉野温泉駅、道の駅うれしの まるくに近接、2023年7月12日開業。[64]
  - フェアフィールド・バイ・マリオット・福岡うきは（福岡県うきは市） - 道の駅うきは に近接、 2023年8月31日開業。[63]
  - フェアフィールド・バイ・マリオット・熊本阿蘇（熊本県阿蘇市） - 道の駅阿蘇に近接、2023年11月6日開業。[63]

- フォーポイント フレックス by シェラトン加盟ホテル
  - フォーポイントフレックス by シェラトン 大阪梅田
  - フォーポイントフレックス by シェラトン 名古屋駅前
  - フォーポイントフレックス by シェラトン 大阪心斎橋
  - フォーポイントフレックス by シェラトン 金沢
  - フォーポイントフレックス by シェラトン 新大阪
  - フォーポイントフレックス by シェラトン 横浜駅西
  - フォーポイントフレックス by シェラトン 神戸三宮
  - フォーポイントフレックス by シェラトン 大阪北浜
  - フォーポイントフレックス by シェラトン 京都御池
  - フォーポイントフレックス by シェラトン 宇都宮
  - フォーポイントフレックス by シェラトン 函館駅
  - フォーポイントフレックス by シェラトン 盛岡
  - フォーポイントフレックス by シェラトン 大阪本町
  - フォーポイントフレックス by シェラトン 福岡博多

### 開業予定ホテル
- JW マリオット・ホテル東京 - JR東日本（東日本旅客鉄道）が進める品川開発プロジェクト（第I期）の高輪ゲートウェイシティ（仮称）で2025年10月に開業予定[65]。
- 北5西1・西2地区再開発ビル（仮称）（2028年秋開業予定、北海道札幌市中央区）- 札幌駅交流拠点 北5西1・西2地区市街地再開発準備組合が進める再開発事業で、JR北海道ホテルズと協業で出店予定。[66]
- HOTEL THE MITSUI HAKONE ラグジュアリーコレクションホテル&スパ（2026年開業予定、神奈川県箱根町） - 三井不動産リゾートマネジメントとのダブルブランド。
- ラグジュアリーコレクションホテル （名称未定、2026年開業予定、鳥取県鳥取市、鳥取砂丘隣接）[67]。
- コートヤード・バイ・マリオット京都四条烏丸（2025年夏開業予定、京都府京都市下京区）
- コートヤード・バイ・マリオット京都駅（2026年度開業予定、京都府京都市南区） - JR東海、ジェイアール東海不動産、ジェイアール東海ホテルズと協業で出店予定[68]。
- コートヤード・バイ・マリオット沖縄リゾート（2026年夏開業予定、沖縄県名護市） - コートヤード・バイ・マリオットとしては沖縄初進出となる。
- コートヤード・バイ・マリオット広島（2027年開業予定、広島県広島市）
- コートヤード・バイ・マリオット高知（2028年度秋開業予定、高知県高知市） - マリオットとしては四国初進出となる。
- モクシー・ニセコビレッジ（2026年開業予定、北海道虻田郡ニセコ町）

2024年4月、ホテルマネージメントインターナショナルと契約し以下の7ホテルが改装後マリオットホテル及びコートヤード・バイ・マリオットへと2025年秋から2026年にかけてリブランド予定。
- 浜松マリオットホテル（現「グランドホテル浜松」、2025年度秋開業予定、静岡県浜松市中央区）
- 京都マリオットホテル（現「ホテル平安の森京都」、2025年度秋開業予定、京都府京都市左京区）
- 神戸マリオットホテル（現「ホテルクラウンパレス神戸」、2025年度秋開業予定、兵庫県神戸市中央区）
- 沖縄マリオット・リザン・リゾート＆スパ（現「リザンシーパークホテル谷茶ベイ」、2025年度秋開業予定、沖縄県国頭郡恩納村） - マリオットブランドとしては4年ぶりの沖縄再進出となる。
- コートヤード・バイ・マリオット神戸（現「ホテルパールシティ神戸」、2025年度秋開業予定、兵庫県神戸市中央区）
- コートヤード・バイ・マリオット小倉（現「ホテルクラウンパレス小倉」、2025年度秋開業予定、福岡県北九州市小倉北区）
- コートヤード・バイ・マリオット北九州（現「ホテルクラウンパレス北九州」、2025年度秋開業予定、福岡県北九州市八幡西区）

### かつて加盟していたホテル
- 大阪全日空ホテルシェラトン - 1984年開業時から。1995年4月より大阪全日空ホテルにリブランド。日本初のシェラトンブランドであった。
- シェラトンホテル札幌 - 1999年9月から2014年9月まで。2014年10月よりホテルエミシア札幌にリブランド。
- ウェスティンナゴヤキャッスル - 2000年4月から2018年1月まで。2018年2月よりホテルナゴヤキャッスルに名称及びブランドを返戻。
- ルネッサンス岐阜ホテル（岐阜県岐阜市） - 2006年1月1日より岐阜都ホテルにリブランド。
- 東京マリオットホテル錦糸町東武（東京都墨田区） - 2006年4月1日より東武ホテルレバント東京にリブランド。
- ルネッサンスサッポロホテル（北海道札幌市豊平区） - 2015年10月1日よりプレミアホテル ―TSUBAKI― 札幌にリブランド。
- ルネッサンス リゾート ナルト（徳島県鳴門市） - 2019年4月1日よりアオアヲナルトリゾートにリブランド。
- ウェスティンホテル淡路リゾート&コンファレンス（兵庫県淡路市） - 2020年10月1日よりグランドニッコー淡路にリブランド。
- オキナワ マリオット リゾート&スパ（沖縄県名護市喜瀬） - 2021年10月1日よりオリエンタルホテル 沖縄リゾート&スパにリブランド。
- キロロ トリビュートポートフォリオホテル（北海道余市郡） - 日本初のトリビュートポートフォリオホテルブランド。2023年12月1日よりクラブメッド・キロロ グランドにリブランド。
- シェラトン北海道キロロリゾート（北海道余市郡） - 2022年12月よりクラブメッド・キロロ ピークにリブランド。
- フォーポイントバイシェラトン函館（北海道函館市）[70] - 日本初のフォーポイント・バイ・シェラトンブランドであった。2023年6月1日よりプレミアホテル-CABIN PRESIDENT-函館にリブランド[71]。
- シェラトン・グランデ・オーシャンリゾート（宮崎県宮崎市） - 2025年6月5日まで。翌6月6日からは「フェニックス・シーガイア・オーシャン・タワー」（アイコニア・ホスピタリティのアイコニアコレクションに属する）。

### 宿泊業以外での展開
- ロイヤル・マリオット・アンド・エスシー - ロイヤル（現在のロイヤルホールディングス）および住友商事との三社共同出資で1990年に設立された給食事業者。2008年にロイヤルコントラクトサービスに改称、マリオットとの提携は解消されている。

## 関連項目

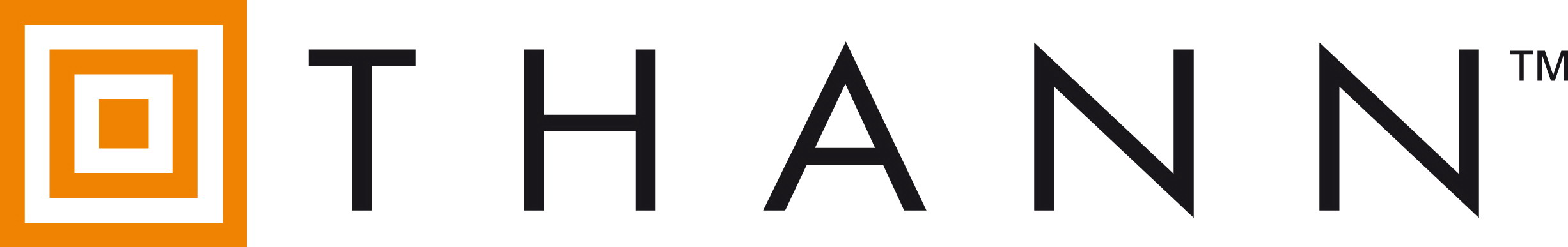
THANN